# 梁文音
梁文音（1987年4月8日—），臺灣女歌手。2008年在第二屆《超級星光大道》總決賽中獲得亞軍而出道。2008年發行首張專輯《愛的詩篇》，2009年入圍第20屆金曲獎最佳新人獎，並在第15屆新加坡金曲獎榮獲最受歡迎新人獎和最受歡迎女歌手獎。

## 早年
梁文音出生於高雄市，有魯凱族和泰雅族血統。10多歲時，父母親因故相繼離世。13歲的她與弟弟两人住進了六龜山地育幼院，而當時年級尚小的姊姊也辛苦在外邊工作邊讀書。在住進育幼院6到7年的這段時間，是梁文音人生的分水嶺。梁文音學習敞開心胸去接納別人給她的愛與關懷，也在信仰上有了堅強的依靠。梁文音說自己擁有一個「暢快音符的童年」，從小在音符下長大的她，對歌唱非常地熱心，非常認真看待每次演出的機會，用歌聲表達出她要帶給聽眾們的。因為小時候得到身邊許多熱心人士的幫助及信仰帶給她的力量，讓她更懂得感恩和珍惜現在所擁有的，並立志要當個有影響力的人。

## 職業生涯

### 早期事業、《超級星光大道》
梁文音因為曾經參選「尋找巴冷公主」選拔，其總決賽就在綜藝節目《我愛黑澀會》節目中舉行。梁文音打敗眾多原住民歌唱好手贏得冠軍，獲得機會與王宏恩在萬人演唱會合唱《巴冷公主》一曲，因此後來經常被稱作「巴冷公主」或「巴冷」。之後梁文音獲邀短暫地在《我愛黑澀會》中當過黑澀會美眉，後來離開我愛黑澀會轉戰《超級星光大道》比賽。
梁文音參加第一季《超級星光大道》的踢館賽時已表現出色，評審黃韻玲亦讚賞其具穿透力的歌聲及音域之廣闊，令梁文音決定報名參加第二季《超級星光大道》。比賽最終以些微分數落敗給賴銘偉屈居第二。
| 《超級星光大道》比賽歷程成績 | 《超級星光大道》比賽歷程成績 | 《超級星光大道》比賽歷程成績                            | 《超級星光大道》比賽歷程成績 | 《超級星光大道》比賽歷程成績          |
| 集數                         | 賽程                         | 演唱歌曲                                                | 分數                         | 結果                                  |
| 第一季                       | 第一季                       | 第一季                                                  | 第一季                       | 第一季                                |
| ---------------------------- | ---------------------------- | ------------------------------------------------------- | ---------------------------- | ------------------------------------- |
| 20                           | 終極版!指名踢館賽            | A-Lin〈失戀無罪〉                                       | 19                           | 勝潘裕文（17分）                      |
| 第二季                       |                              |                                                         |                              |                                       |
| 01                           | 百人淘汰賽                   | 張惠妹〈藍天〉                                          | 16                           |                                       |
| 03                           | 音樂故事指定賽               | 張惠春〈原來你一直都在〉                                | 18                           |                                       |
| 05                           | 拿手歌曲PK賽                 | 潘美辰〈我可以為你擋死〉                                | 18                           |                                       |
| 06                           | 雙人合唱決定賽               | 周杰倫、Lara〈珊瑚海〉（feat.丁衣凡）                   | 20                           |                                       |
| 07                           | 我的出生年代歌曲             | 鄭怡〈海上花〉                                          | 19                           |                                       |
| 08                           | 我的主打歌                   | Minnie Riperton〈Loving you〉                           | 20                           |                                       |
| 09                           | 最想念的歌聲自選曲           | 陳淑樺〈愛得比較深〉                                    | 24                           |                                       |
| 11                           | 2007新歌指定曲               | A-Lin〈愛請問怎麼走〉                                   | 20                           |                                       |
| 12                           | 經典電視電影指定曲           | 珍妮佛·哈德森〈One Night Only〉                         | 22                           |                                       |
| 13                           | 快歌指定曲                   | 克莉絲汀·阿奎萊拉〈Lady Marmalade〉                     | 23                           |                                       |
| 14                           | 藝人合唱指定賽               | 休·葛蘭、茱兒·芭莉摩〈Way back into love〉（feat.品冠） | 18                           |                                       |
| 15                           | 不插電指定賽                 | 紀曉君〈流浪記〉、林志炫〈如果不是因為你〉              | 23/                          | 30秒清唱PK，敗黃美珍                  |
| 16                           | 翻譯歌曲指定賽               | 莎拉·布萊曼〈告别的时刻〉                               | 21                           |                                       |
| 17                           | 地獄悲歌&天堂之歌            | 林憶蓮〈誘惑的街〉、娜塔莉·科尔〈L.O.V.E〉              | 21                           |                                       |
| 18                           | 星光合唱決定賽               | 張學友&陳慧嫻〈愛和承諾〉（feat.林宥嘉）                | 20                           |                                       |
| 19                           | 一對一PK賽 PartI             | 陳淑樺〈那一夜你喝了酒〉                                | 18                           | 勝張文謙（14分）                      |
| 20                           | 一對一PK賽 PartII            | 王菲〈Miss you night and day〉                          | 20                           | 淘汰；敗Alisa（25分）                 |
| 23                           | 資格決定賽                   | 江蕙〈花香〉                                            | 16                           | 敗部復活成功                          |
| 24                           | 拿手&突破歌曲考驗賽          | 張清芳〈花雨夜〉、F.I.R〈Revolution〉                   | 21                           |                                       |
| 25                           | 偶像合唱抗壓賽               | 張宇〈四百龍銀〉、〈沒關係〉（feat.張宇）               | 19                           |                                       |
| 26                           | 第六名決定賽                 | 許哲珮〈汽球〉、鄧麗君〈不了情〉                        | 19/16                        |                                       |
| 27                           | 冠軍總決賽                   | 克莉絲汀·阿奎萊拉〈Candy man〉、李宗盛〈遠行〉          | 24/21                        | 亞軍                                  |
| 28                           | 畢業頒獎典禮                 | 林憶蓮〈為你我受冷風吹〉、星光二班〈你們是我的星光〉    | —                            |                                       |
| 特別節目                     | 星光閃耀賀新春               | 張惠妹〈鳳凰飛〉                                        | 25                           |                                       |
| 特別節目                     | 牛轉乾坤旺旺來               | 蔡健雅〈越來越不懂〉、梁文音〈最幸福的事〉              | 45/50                        | 和周定緯平手 30秒清唱PK，獲勝（49分） |

| 學長姐合唱比賽成績 | 學長姐合唱比賽成績 | 學長姐合唱比賽成績             | 學長姐合唱比賽成績 | 學長姐合唱比賽成績 |
| 季數               | 集數               | 演唱歌曲                       | 分數               | 合唱學弟妹         |
| ------------------ | ------------------ | ------------------------------ | ------------------ | ------------------ |
| 第三季超級星光大道 | 15                 | 夢飛船〈不值得〉               | 18                 | 黃靖倫             |
| 第三季超級星光大道 | 15                 | 柯以敏&李玟〈她在睡前哭泣〉    | 21                 | 徐佳瑩             |
| 第四季超級星光大道 | 11                 | 莫文蔚〈如果沒有你〉           | 24                 | 吳德宏             |
| 第二季華人星光大道 | 11                 | 梁文音〈我不是你想像那麼勇敢〉 | 22                 | 鄭心慈             |
| 第三季華人星光大道 | 21                 | 梁文音〈分手後不要做朋友〉     | 18                 | 林艾姍             |

### 2008年–現今
2008年12月發行個人首張專輯《愛的詩篇》，並獲得了第20屆金曲獎最佳新人獎入圍。媒體與樂評美譽梁文音為張清芳的接班人。
2013年搭配台視、三立、東森偶像劇《回到愛以前》強打效應，使得片尾曲《分手後不要做朋友》廣被熱門傳唱，也順勢攻佔各大數位音樂排行榜冠軍，例如登上iTunes單曲榜、KKBOX綜合新歌榜、KKBOX單曲榜、KKBOX新歌榜、myMusic單曲榜、Omusic綜合單曲榜以及Omusic國語單曲榜皆奪得第一名，該曲更成為梁文音近年音樂代表作之一。2015年為台視歌唱選秀節目《Super Star 我要當歌手2》紅隊隊長。

## 對同性戀立場
2013年梁文音接受美國《基督日報》專訪，提到自己沒有參加反對多元成家立法草案的遊行，但表示：「那一天其實我沒有出席1130的那個遊行，一方面是因為有工作，一方面是覺得……我想要真的是求神給我一個智慧，我身邊其實真的有、特別是演藝圈有好多好多的同志朋友；我希望可以讓他們知道的是神的愛而不是律法。沒有錯，這種東西會使人跌倒，造成很多負面影響。可是我覺得，同性戀朋友是需要被神愛、被神恢復的…」、「我相信生命都是可以改變，沒有一件事在神裡面是不行的，所以要先愛他們我覺得比較重要。」她並呼籲基督教友愛同志，提到：「他們可能會有很大的反應、很不舒服」，且表明要帶領同志認識神的愛。
此報導引發同志族群的不滿與抵制，支持同性平權的牧師歐陽文風也認為梁文音過去所說：「如果法律通過了婚姻平權，我完全接受……」，並接著講「你還不明白我們所經歷的歧視，如果法律不通過，你根本不會為我們仗義執言，因為你根本不認為歧視是歧視。」；隔年臺灣女歌手萬芳在中國廣播公司主持的《i-散步》節目中，播放梁文音的漫情歌專輯中《愛其實很殘忍》一曲，接著說：「愛有時候真的很殘忍，尤其是以愛之名，行恨之實的時候。有時候覺得很殘忍而且很可惡…最後就來聽這首表達支持同志婚姻的作品《Same Love》。」 。梁文音為此承受極大的壓力， 環球唱片也希望她休息幾天，恢復最佳狀態後，再出來面對歌迷和媒體，之後在臉書粉絲團貼出取消演出聲明稿。
後來梁文音在記者會談到「恢復說」，她說：「恢復指的是祝福跟撫慰，我的本意是好的，被誤會覺得蠻委屈的。」梁文音也再度強調自己沒有覺得誰生病，所以需要恢復，「恢復等同安慰，按照你需要的加給你，對我來說是祝福的話語。」她表示：「因為身邊很多同志朋友在情路上都比較坎坷，所以才會這樣說。我完全尊重任何一個人求他們要的。」。她表示自己從小到大都一直在說「求神恢復我」，唱詩歌的時候也一定會唱到，「我來台北工作後，才真的接觸到同志朋友，我身邊也有很多同志，他們會跟我分享說有的人是家人不認同，所以六日只能跑來台北約會，我唯一想到的是他們受傷了，所以才會講『求神恢復他們』。」
2014年梁文音表示，半數以上的人都說因為她是基督徒，基督教反對同志，所以講出來的話就是在反對同志，「但我的信仰不是這樣教我的，聖經上沒有寫過一定要去支持或反對什麼，最重要的三大原則是『信』、『望』、『愛』，我連愛都還學不會，要怎麼去批評別人，更沒有資格完全反對或支持，如果婚姻平權在台灣通過了，那我相信神的安排是有道理的
2022年10、11月梁文音接連上布萊克薛薛、那那大師等臺灣LGBTYoutuber經營的YouTube頻道時都有提到此事，身為梁文音多年好友的主持人布萊克薛薛替她澄清「就只是口誤」，她身邊有很多同志朋友、她也很愛大家，並指出他曾經與梁文音一起到餐廳吃飯，身邊的人好奇詢問梁的反同立場，「她來跟我們做朋友、支持我們就是最好的證明不是嗎？沒事啦，都過去了」。梁文音也說，她不是個會為自己解釋的人，只知道好好愛身邊的朋友就好，謝謝身邊的同志朋友都很愛她、挺她，有時甚至會為了她有些激動，但她覺得沒關係，希望大家都能好好善待每個出現在自己生命中的人、善待自己。
2022年10月梁文音接受三立新聞專訪還原事件的來龍去脈。當時梁文音人正在美國，參加一個基督教舉辦的音樂會，而接受完媒體訪問後，有一位遲來的基督教媒體記者要求再補訪。梁文音說：「當下也沒有想太多，因為我參加基督教的活動，可能我也覺得，應該我說什麼，基督徒會理解我的意思」，但沒想到最後卻被曲解本意，原本提到的「神恢復」被無限放大，但梁文音最原本的意思，是認為每個人都有自己的信仰，也都會有自己人生中遇到難過的事情，而這些事情，都是可以透過信仰來被療癒，不過卻因此被曲解，造成自己陷入與同志對立的尷尬局面。但當時每當梁文音想要去解釋，事情就更加劇，所以只能選擇用沈默，讓事情過去。事件爆發至今快要十年，梁文音很希望可以撕掉這個「反同」的標籤，因為自己真的沒有這樣的想法。包括自己的室友就是同志，陪著她從結婚前，一直到離婚，兩人的好感情已如同家人。總是幽默的梁文音，被問到「神恢復」的爭議，也自嘲自己的確有很大壓力，而且之後去教會，很多歌曲都會有「恢復」這兩個字，也笑說「我那段時間，我唱到恢復兩個字我會發抖」。事情相隔十年，也許很多人只記得「神恢復」，但藉由日前到網紅布萊克薛薛的頻道，再次聊起這件事，梁文音這次選擇不躲了，不只要把揹在身上多年的黑鍋放下，也希望能將當時的事件還原，所以當她被問到「這麼多年了，怎麼都沒有好好解釋？」梁文音也說：「也不是選擇不解釋，我不知道我解釋是好的嗎，還是怎麼樣。」而記者訪問過程中，的確也能理解梁文音在當時的為難處境，更能夠理解的，是梁文音沒有理由「反同」，尤其身邊實在有太多情同親姐妹的同志好友，陪著她走過無數風風雨雨，那種已經快要血濃於水的感情，早就透過時間來證明一切。
2022年11月她接受《自由時報》專訪，也再度表達支持真愛挺同婚的立場。她回應：「愛本身不容易，全是歡笑跟淚水，我當然支持每一種愛，不管是喜歡男生或女生，都應該好好被對待。」她也分享支持同婚的看法，「看到身邊同志朋友開心，我當然就開心。」
其實早在8年多前，梁文音就解釋過「恢復」為聖經用語，意旨希望受傷的人被安慰，她希望在感情上受傷的同志朋友能被鼓勵，絕非是要「恢復」同志的性向。只是多年下來，梁文音仍是被誤解「反同」，她重申：「我支持每一種愛，就是我的心聲，有很多同志朋友不認識我，我會被罵我都能理解，但是我現在能夠做的，就是好好疼愛身邊的朋友。」
針對這系列專訪，梁文音也在她的IG、FB中發文：「這麼多年了，其實不敢期待哪天能把話說開。謝謝一直陪伴、鼓勵、傾聽我的同志家人、同事和朋友～說了並不代表讓它過去，會永遠記得，是你們的愛。真的無比感謝」

## 音樂作品

### 錄音室專輯
| 發行順序 | 資料 | 曲目 |
| -------- | --- | --- |
| 1st      | 《愛的詩篇》 - 發行日期：2008年12月12日 - 唱片公司：環球音樂 - 語言：華語                                      | 曲目 1. 最幸福的事 2. 薄荷與指甲剪 3. 雪雨 4. 弦外之音 5. 可以不愛了 6. 我不是你想像那麼勇敢 7. 最親愛的〈電影《他其實沒那麼喜歡妳》中文主題曲） 8. 第一眼〈東森購物形象廣告曲〉 9. Dry Your Eyes 10. 愛的詩篇〈客家電視八點檔《彩虹寧靜海》主題曲〉                                                                                                 |
| 2nd      | 《愛，一直存在》 - 發行日期：2009年11月20日 - 唱片公司：環球音樂 - 語言：華語                                  | 曲目 1. 哭過就好了〈八大偶像劇《紫玫瑰》片尾曲〉 2. 親愛的是我〈八大偶像劇《紫玫瑰》插曲〉 3. 滿滿(與王錚亮合唱) 4. 咬人貓 5. 第六感 6. 三個願望〈中視八點檔《青梅竹馬》主題曲〉 7. 愛，一直存在〈八大偶像劇《紫玫瑰》片頭曲〉 8. 最最 9. 小眼睛放大鏡 10. 很久很久以後 11. 奶與蜜之地(與約書亞樂團合唱)                                             |
| 3rd      | 《情人×知己》 - 發行日期：2011年4月29日 - 唱片公司：環球音樂 - 語言：華語                                      | 曲目 1. 情人知己〈中天【我的甜蜜情人】、衛視【瑪莉外宿中】片尾曲〉 2. 一百萬種親吻〈偶像劇【拜金女王】片尾曲〉 3. Happy Holiday 4. 受不了 5. 我們都別哭〈八大戲劇台【麵包王金卓求】片尾曲〉 6. 孩子〈偶像劇【拜金女王】插曲〉 7. 姊妹淘(與黃美珍、曾沛慈、林佩瑤、李千娜合唱) 8. 夠幸福了 9. 遺忘天使 10. 還是朋友〈衛視中文台【瑪莉外宿中】片頭曲〉 |
| 4th      | 《黃色夾克》 - 發行日期：2013年1月4日 - 唱片公司：環球音樂 - 語言：華語                                        | 曲目 1. 黃色夾克〈三立華劇《愛情女僕》插曲〉 2. 我一定會愛上你 3. 心裡的孩子〈三立華劇《愛情女僕》片尾曲〉 4. Oh baby 5. 慢一點長大 6. 想流浪的魚 7. 亞當蘋果 8. 月光地毯〈三立華劇《愛情女僕》插曲〉 9. 愛是什麼 10. 你為什麼那麼快樂 |
| 5th      | 《漫情歌》 - 發行日期：2014年10月9日 - 唱片公司：環球音樂 - 語言：華語                                         | 曲目 1. 漫情歌 2. 寂寞之光 〈三立華劇《我的寶貝四千金》片尾曲〉 3. 愛其實很殘忍 4. 掉拍的節奏 5. 住在心裡的過客 6. 每一次戀愛〈三立華劇《媽咪的男朋友》片尾曲 7. 戀人朋友 8. 分手後不要做朋友〈三立偶像劇 《回到愛以前》片尾曲〉 9. 幸福離開了我們 10. 我們會再見〈三立華劇《我的寶貝四千金》插曲〉 11. 魯凱的姑娘                                   |
| 6th      | 《副駕駛座的風景》 - 發行日期：2018年5月11日 - 唱片公司：環球音樂 - 語言：華語                                 | 曲目 1. 如歌《出道10年紀念單曲/如歌音樂會同名主題曲》 2. 懂事 3. 轉折 4. 副駕駛座的風景 5. 乖乖壞女孩 6. 和平分手(與蕭煌奇合唱) 7. 還好 8. 給那年的自己《網路劇動物系戀人啊插曲》 9. 那雙看見的手 10. 不期而遇《三立華劇我的極品男友插曲/韓劇初戀向前衝片尾曲》                                                                                      |
| 7th      | 《好好對待她》 - 發行日期：2022年10月14日 - 唱片公司：環球音樂 - 語言：華語                                    | 曲目 1. 你是說謊的人 2. 還能幸福嗎 3. 二分之二 4. 宜自己 5. 好好對待她 6. 海嘯吧 7. 追浮雲的人 8. 愛有為 9. 沒什麼好說的 10. 倒影 |
| 8th      | 《情歌比情人還懂》 - 發行日期：2024年10月11日（數位） 2024年10月16日（實體） - 唱片公司：環球音樂 - 語言：華語 | 曲目 1. 情歌比情人還懂 2. 短痛不如長痛 3. 最佳詞人 4. 伴奏 5. 對坐 6. 慢一點 7. 一首遺憾的歌 8. 歸零後釋懷 9. 很多喜歡 10. 代替你說晚安 |

### 錄音室迷你專輯
| 發行順序 | 資料                                                                            | 曲目 |
| -------- | ------------------------------------------------------------------------------- | --- |
| 1st      | 《分手後不要做朋友》 - 發行日期：2014年1月3日 - 唱片公司：環球音樂 - 語言：華語 | 曲目 1. 我們〈三立華劇《愛上巧克力》插曲〉 2. 幸福的忘記《偶像劇《女王的誕生》插曲》插曲〉 3. 分手後不要做朋友〈三立華劇《回到愛以前》片尾曲〉 |
| 2nd      | 《#2019 還在聽》 - 發行日期：2019年3月8日 - 唱片公司：環球音樂 - 語言：華語     | 曲目 1. 那女孩對我說 (原唱: 黃義達) 2. Superwoman (原唱: 曹格) 3. 初戀 (原唱: Makiyo)                                                          |
| 3rd      | 《#2019 還在玩》 - 發行日期：2019年5月24日 - 唱片公司：環球音樂 - 語言：華語    | 曲目 1. 冷水澡(與punkhoo合唱) 2. 藍色眼睛(與麋先生合唱) 3. 小姐 請你給我愛(與六甲樂團合唱)                                                     |

### 單曲(實體&數位發行)
| 發行順序 | 資料                                                                                            | 曲目                                                            |
| -------- | ----------------------------------------------------------------------------------------------- | --------------------------------------------------------------- |
| 1st      | 《不期而遇》 - 發行日期：2016年8月23日 - 唱片公司：環球音樂 - 語言：華語                        | 曲目 1. 不期而遇(三立華劇我的極品男友插曲/韓劇初戀向前衝片尾曲) |
| 2nd      | 《還原》 - 發行日期：2016年8月23日 - 唱片公司：環球音樂 - 語言：華語                            | 曲目 1. 還原(三立華劇我的極品男友插曲/1919陪讀計畫2016主題曲)   |
| 3rd      | 《分手後不要做朋友2016 ft. DJ CYH》 - 發行日期：2016年9月19日 - 唱片公司：環球音樂 - 語言：華語 | 曲目 1. 分手後不要做朋友2016                                    |
| 4th      | 《自然の顏》 - 發行日期：2017年9月14日 - 唱片公司：環球音樂 - 語言：華語                        | 曲目 1. 自然の顏(中祥食品自然の顏系列產品2017主題曲)            |
| 5th      | 《如歌》 - 發行日期：2017年11月29日 - 唱片公司：環球音樂 - 語言：華語                           | 曲目 1. 如歌(出道10年紀念b單曲/如歌音樂會同名主題曲)            |
| 6th      | 《你存在》 - 發行日期：2020年4月17日 - 唱片公司：環球音樂 - 語言：華語                          | 曲目 1. 你存在                                                  |
| 7th      | 《再一組就好》 - 發行日期：2023年5月26日 - 唱片公司：環球音樂 - 語言：華語                      | 曲目 1. 再一組就好                                              |
| 8th      | 《時間到》 - 發行日期：2023年10月6日 - 唱片公司：環球音樂 - 語言：台語                          | 曲目 1. 時間到(與羅時豐合唱)                                    |

### 音樂合輯
- 2008年
  - 《你們是我的星光(預購禮)》及《超級星光大道-星光二班數位專輯》收錄歌曲《愛得比較深》
  - 《你們是我的星光》及《星光燦爛 傳奇分享紀念盤》收錄歌曲
    - 《流浪記》
    - 《你們是我的星光》(星光二班合唱)

### 精選專輯
- 2010年
  - 《Love 10 情歌集》收錄歌曲《最幸福的事》

### 演唱會專輯
- 2010年
  - 《Uni-Power大合唱會Live 2CD》收錄歌曲
    - 《點解／Bad Boy／一個人的精彩》（與劉美君及謝安琪合唱）
    - 《失憶週末》（與麥家瑜、陳詩慧、劉美君及謝安琪合唱）
    - 《明天你是否依然愛我（粵+國）》（與譚詠麟合唱）
    - 《新不了情》（與謝安琪合唱）
    - 《哭了》（與謝安琪合唱）
    - 《淘汰》（與陳奕迅、張敬軒及謝安琪合唱）

### 其他音樂作品
- 2008年
  - 電影《海角七號》片尾曲《風光明媚》
  - 原住民族電視台廣告歌曲《我們原視一家人》（與王宏恩、黃美珍、葉瑋庭、曾靜玟、藍惠君、胡振寰、彭順延、林源祥、林家琪合唱）

- 2009年
  - 金曲獎20週年主題曲《過去的明天》（與S.H.E、紀曉君、家家、王識賢、謝宇威、黃立行、動力火車、蔡依林、蔡琴、江蕙、周華健、曹格、戴佩妮、羅志祥、盧廣仲、林宥嘉、蕭敬騰、蕭閎仁、蕭煌奇、陶晶瑩、李宗盛、張震嶽、羅大佑合唱）
  - 中華網龍《勇者之歌Online》主題曲《勇者之歌》

- 2013年
  - 《幸福的忘記》與孫耀威合唱

### 其他音樂錄影帶
- 《你們是我的星光》（歌曲收錄於星光二班《你們是我的星光》，2008-01-25，環球發行）
- 《六道星光》（歌曲收錄於星光二班《你們是我的星光》，2008-01-25，環球發行）
- 《我們原視一家人》（原住民族電視台廣告歌曲）
- 《歡迎光臨》（歌曲收錄於自由發揮《首張同名專輯》,2010-11-05，環球發行）
- 《幸福的忘記》（歌曲收錄於孫耀威《愛 其實》專輯,2013-11-22，環球發行）

### 搭配偶像劇歌曲
- 《愛的詩篇》偶像劇「彩色寧靜海」片頭曲
- 《愛一直存在》偶像劇「紫玫瑰」片頭曲
- 《哭過就好了》偶像劇「紫玫瑰」片尾曲
- 《親愛的是我》偶像劇「紫玫瑰」插曲
- 《三個願望》偶像劇「青梅竹馬」片尾曲
- 《奶與蜜之地》偶像劇「青梅竹馬」插曲
- 《情人知己》韓劇「我的甜蜜情人」中文片尾曲、韓劇「瑪莉外宿中」中文片尾曲
- 《我們都別哭》韓劇「麵包王金卓求」中文片尾曲
- 《還是朋友》韓劇「瑪莉外宿中」中文片頭曲
- 《一百萬種親吻》偶像劇「拜金女王」片尾曲
- 《孩子》偶像劇「拜金女王」插曲
- 《我們》偶像劇「愛上巧克力」插曲
- 《心裡的孩子》偶像劇「愛情女僕」片尾曲
- 《黃色夾克》偶像劇「愛情女僕」插曲
- 《月光地毯》偶像劇「愛情女僕」插曲
- 《幸福的忘記》偶像劇「女王的誕生」插曲
- 《分手後不要做朋友》偶像劇「回到愛以前」片尾曲
- 《每一次戀愛》偶像劇「媽咪的男朋友」片尾曲
- 《寂寞之光》偶像劇「我的寶貝四千金」片尾曲
- 《我們會再見》偶像劇「我的寶貝四千金」插曲
- 《愛其實很殘忍》韓劇「九回時空旅行」中文片頭
- 《住在心裡的過客》韓劇「九回時空旅行」中文片尾
- 《還原》偶像劇「我的極品男友」插曲
- 《不期而遇》偶像劇「我的極品男友」插曲、韓劇「初戀向前衝」片尾曲、 韓劇「結婚契約」中文片頭
- 《給那年的自己》網路劇「動物系戀人啊」插曲

### 搭配電玩歌曲
- 《滿滿》
- 《勇者之歌》

### 歌曲創作
| 發表年份 | 演唱者 | 歌曲名稱     | 詞 | 曲 | 專輯           | 備註                                 |
| -------- | ------ | ------------ | -- | -- | -------------- | ------------------------------------ |
| 2022年   | 梁文音 | 海嘯吧       |    |    | 好好對待她     | 歌詞與黃婷合寫                       |
| 2022年   | 梁文音 | 沒什麼好說的 |    |    | 好好對待她     | 歌詞與黃婷合寫                       |
| 2024年   | 梁文音 | 一首遺憾的歌 |    |    | 情歌比情人還懂 | 歌詞與陳芷儀、張簡君偉合寫           |
| 2024年   | 梁文音 | 代替你說晚安 |    |    | 情歌比情人還懂 | 歌詞、歌曲與阿頭、林均泓、陳芷儀合寫 |

## 演唱會
| 年份   | 日期     | 演唱會名稱                                             | 備註                                                 |
| ------ | -------- | ------------------------------------------------------ | ---------------------------------------------------- |
| 2009年 | 12月2日  | 香港UNI-POWER大型演唱會                                | 表演嘉賓：梁文音、譚詠麟、陳奕迅、謝安琪、張敬軒等人 |
| 2009年 | 12月11日 | 『愛，文音 』河岸留言音樂會                            |                                                      |
| 2010年 | 4月3日   | Las Vegas星光傳奇演唱會                                | 和楊宗緯兩人首次合作遠赴美國開唱                     |
| 2011年 | 8月31日  | 梁文音2011『音為愛』Taipei Legacy 演唱會               | 第一場個人千人售票演唱ㄑ會（全票售光）               |
| 2012年 | 4月6日   | 梁文音2012『三個願望』Taipei Legacy 演唱會             | Legacy 2012還好有她們 - 都市女聲系列（一）梁文音     |
| 2013年 | 8月24日  | 梁文音2013『黄色夹克』Toronto Telus Taiwan Fest 演唱會 |                                                      |
| 2014年 | 1月4日   | 梁文音2014『回到愛以前』河岸留言 演唱會                |                                                      |
| 2014年 | 8月1日   | 梁文音『慢情歌』@ 超犀利趴5 - 犀利啥小趴               |                                                      |
| 2014年 | 12月6日  | 梁文音。楊宗緯 完美好聲音雲頂演唱會                    |                                                      |
| 2017年 | 12月8日  | 梁文音『如歌』音樂會                                   |                                                      |
| 2018年 | 6月2日   | 梁文音『副駕駛座的風景』巡迴演唱會（台北場）           |                                                      |
| 2018年 | 6月9日   | 梁文音『副駕駛座的風景』巡迴演唱會（台中場）           |                                                      |
| 2018年 | 6月16日  | 梁文音『副駕駛座的風景』巡迴演唱會（高雄場）           |                                                      |
| 2018年 | 10月6日  | 梁文音『副駕駛座的風景』巡迴演唱會（澳門場）           |                                                      |
| 2018年 | 10月21日 | 梁文音『副駕駛座的風景』巡迴演唱會（馬來西亞場）       |                                                      |
| 2019年 | 5月26日  | 梁文音『#2019還在聽』演唱會（台北場）                  |                                                      |
| 2019年 | 6月1日   | 梁文音『#2019還在聽』演唱會（高雄場）                  |                                                      |
| 2019年 | 8月10日  | 『我們都是歌手』演唱（新加坡體育館）                   | 和徐佳瑩、A-Lin遠赴新加坡開唱                        |
| 2023年 | 5月21日  | 梁文音『2008 — 十五週年紀念』演唱會（台北場）          | 三分鐘全部完售                                       |
| 2023年 | 11月11日 | 梁文音『2008 — 十五週年紀念』演唱會（高雄場）          |                                                      |
| 2024年 | 10月12日 | 梁文音『為什麼聽情歌』演唱會（台北場）                 |                                                      |
| 2024年 | 12月7日  | 『遇 • 光』演唱會系列第一章：梁文音 演唱會             |                                                      |
| 2025年 | 6月21日  | 梁文音『為什麼聽情歌』演唱會（澳門場）                 |                                                      |

## 廣播作品

### 電台廣播
- 2013年10月6日起 中廣音樂網 週日0:00~1:00《 i 知音》（已停播）

## 影視作品

### 戲劇
- 2009年：華視、八大綜合台《紫玫瑰》 - 飾演 王小紫   女主角
- 2009年：中視《青梅竹馬》 - 飾演 服務生 客串
- 2012年：三立都會台、東森綜合台《愛情女僕》-飾演 黃美滿  客串

### 電影
- 2008年《星光傳奇》(紀錄片)[15]
- 2008年《海角七號》飾演 六十年前的小島友子

## 劇場作品

### 舞台劇
- 2015年：臺師大原創音樂劇《懷疑愛‧症候群》

## 出版作品

### 書籍
| 發行日期      | 書名                        | ISBN               | 出版社     | 類別     |
| ------------- | --------------------------- | ------------------ | ---------- | -------- |
| 2008年8月16日 | 量．文音                    | ISBN 9789866606090 | 凱特文化   | 傳記     |
| 2009年8月25日 | 紫玫瑰 戀人絮語             | ISBN 9789575658571 | 台視文化   | 電視小說 |
| 2009年8月25日 | 紫玫瑰 幕後寫真：未來全紀錄 | ISBN 9789575658557 | 台視文化   | 電視寫真 |
| 2010年4月15日 | 遇見。愛                    | ISBN 9789868275003 | 米迦勒傳播 | 傳記     |

### 推薦序
- 《15歲，改變世界的傳奇》--- 韓哲克（Zach Hunter）
- 《等待放晴的日子》--- 津村記久子 （Kikuko Tsumura）
- 《人生不設限：我那好得不像話的生命體驗》--- 力克胡哲 （Nick Vujicic）

## 獎項紀錄
- 2006年
  - 台灣 《巴冷公主歌唱決賽》：第一名
- 2008年
  - 台灣 第二季《超級星光大道》：第二名、20俱樂部
- 2009年
  - 台灣 〔入圍 第20屆金曲獎：最佳新人獎〕
  - 台灣 〈Yes!〉の最冧情人2009選舉：最冧女情人（中台）No.2
  - 香港 新城國語力頒獎禮2009：新城國語力新人王
  - 香港 新城國語力頒獎禮2009：新城國語力熱爆K歌－《最幸福的事》
  - 香港 新城國語力頒獎禮2009：新城國語力躍進歌手
  - 新加坡 第15屆新加坡金曲獎：優秀新人獎
  - 新加坡 第15屆新加坡金曲獎：最受歡迎新人獎
  - 新加坡 第15屆新加坡金曲獎：最受歡迎女歌手獎
  - 中國大陸 第九屆全球華語歌曲排行榜：年度最受歡迎新人獎
  - 香港 新城勁爆頒獎禮2009：新城勁爆海外新人王
  - 香港 新城勁爆頒獎禮2009：新城勁爆國語歌曲大獎－《最幸福的事》
- 2010年
  - 馬來西亞 MY Astro至尊流行榜頒獎典禮2009：至尊MV－《最幸福的事》
  - 馬來西亞 MY Astro至尊流行榜頒獎典禮2009：至尊金曲－《愛一直存在》
  - 台灣 2010超級巨星紅白藝能大賞：華語十大女歌手
  - 新加坡 e樂大賞2010：全球流行音樂金榜推崇新生代女歌手
  - 中國大陸 第十七屆東方風雲榜頒獎盛典：年度最佳對唱歌曲－《滿滿》（與王錚亮合唱）
  - 香港 新城國語力頒獎禮2010：新城國語力歌曲－《哭過就好了》
  - 香港 新城國語力頒獎禮2010：新城國語力人氣偶像
- 2011年
  - 台灣 2011超級巨星紅白藝能大賞：華語十大女歌手
  - 馬來西亞 MY Astro至尊流行榜頒獎典禮2010：至尊金曲－《哭過就好了》
  - 香港 新城國語力頒獎禮2011：新城國語力歌曲－《情人知己》
  - 香港 新城國語力頒獎禮2011：新城國語力人氣偶像
  - 台灣 2011 MTV封神榜音樂獎：年度十大人氣獎
  - 台灣 2011 MTV封神榜音樂獎：最佳現場演唱獎
- 2012年
  - 馬來西亞 MY Astro至尊流行榜頒獎典禮2011：至尊MV－《情人知己》
  - 馬來西亞 MY Astro至尊流行榜頒獎典禮2011：至尊金曲－《情人知己》
  - 中國大陸 2011年度蒙牛酸酸乳MusicRadio中國TOP排行榜：港臺地區MusicRadio音樂之聲推薦唱片－《情人x知己》
  - 台灣 2012 HITO流行音樂獎頒獎典禮：HITO情歌演繹獎[16]
- 2014年
  - 中國大陸 2013年度蒙牛酸酸乳MusicRadio中國TOP排行榜：港臺地區年度傳媒推薦唱片大獎－《黃色夾克》
  - 台灣 2014 HITO流行音樂獎頒獎典禮：HITO潛力女歌手獎
- 2015年
  - 馬來西亞 Red Box & Green Box Karaoke 2014年最高點播率Ｋ歌20強：《幸福的忘記》/梁文音&孫耀威
  - 馬來西亞 2015年第十三屆馬來西亞娛協獎頒獎典禮：最受歡迎K歌獎－《幸福的忘記》/梁文音&孫耀威
  - 中國大陸 2014年度蒙牛酸酸乳MusicRadio中國TOP排行榜：港臺地區年度傳媒推薦唱片大獎－《漫情歌》
- 2019年
  - 台灣 2019 HITO流行音樂獎頒獎典禮：HITO年度十大華語歌曲獎《還好》、HITO情歌演繹女歌手獎
- 2022年
  - 香港 2022 APMA亞洲流行音樂大獎：年度TOP20專輯（華語）－《好好對待她》
- 2023年
  - 台灣 第18屆KKBOX音樂風雲榜：年度百大風雲歌手獎《好好對待她》
- 2024年
  - 台灣 2024 Apple Music：2024 年度最佳｜台灣製造《短痛不如長痛》、2024 百大最佳歌曲《代替你說晚安》
- 2025年
  - 台灣 第20屆KKBOX音樂風雲榜：年度百大風雲歌手獎《慢一點》
  - 新加坡 第10屆 LAVENDER MUSIC AWARDS：十大年度歌曲獎《短痛不如長痛》
  - 新加坡 第18屆Freshmusic Awards：2024年度50佳單曲《短痛不如長痛》

## 外部連結
- 梁文音的Facebook專頁
- 梁文音的Instagram帳戶
- 梁文音的新浪微博
- YouTube上的梁文音頻道
- 環球娛樂網誌官方網站 （页面存档备份，存于）
- 梁文音在互联网电影资料库（IMDb）上的資料（英文）
- 梁文音在香港影庫上的簡介
- 梁文音在时光网上的簡介（简体中文）
- 梁文音在豆瓣上的资料（简体中文）